# Josefine Frida Pettersen
Josefine Frida Pettersen (Sigdal, 18 maggio 1996) è un'attrice norvegese.

## Biografia
È conosciuta grazie alla partecipazione al telefilm Skam, dove interpreta il ruolo di Noora Amalie Sætre, personaggio presente nella serie dalla prima stagione fino alla quarta e protagonista della seconda.
Nella primavera 2017 effettua il suo debutto teatrale al Trøndelag Teater di Trondheim nell'opera teatrale Robin Hood, interpretando Samantha Fox.
Nel 2019 effettua il suo debutto nel mondo del cinema con il ruolo di protagonista nel film Disco.
Nel marzo 2019 è stato annunciato che l'attrice sarà membro della giuria per la Cannes 2019 Short Form Competition.

## Filmografia

### Cinema
- Grounded (2018)[2]
- Disco (2019)

### Televisione
- Neste Sommer (2014-2015)
- Skam - serie TV (2015-2017)

## Teatro
- Robin Hood - Rai Rai i Sherwood (2017)
- Slaget på Testiklestad (2018)
- Hair (2018)